# Festival du film de Sydney 2013
Le Festival du film de Sydney 2013, 60e édition du festival (60th Sydney Film Festival ou SFF), s'est déroulé du 5 juin au 16 juin 2013.

## Jurys

### Longs métrages
- Hugo Weaving (président du jury)
- Paolo Bertolin
- Pia Marais
- Anand Ghandi
- Kath Shelper

## Sélection

### En compétition

#### Longs métrages
- The Act of Killing de Joshua Oppenheimer  Danemark  Norvège  Royaume-Uni
- Borgman de Alex van Warmerdam  Pays-Bas
- Alabama Monroe (The Broken Circle Breakdown) de Felix van Groeningen  Belgique
- Mère et Fils (Poziția copilului) de Călin Peter Netzer  Roumanie
- For Those in Peril de Paul Wright  Royaume-Uni
- Grigris de Mahamat-Saleh Haroun  France
- Monsoon Shootout de Amit Kumar  Inde  Royaume-Uni
- Oh Boy de Jan Ole Gerster  Allemagne
- Only God Forgives de Nicolas Winding Refn  Danemark  France
- The Rocket de Kim Mordaunt  Australie
- Stories We Tell de Sarah Polley  Canada
- Wadjda (وجدة) de Haifaa Al Mansour  Arabie saoudite  Allemagne

#### Australian Documentary
- Audrey of the Alps de Grace McKenzie  Australie  France
- Big Name No Blanket de Steven McGregor  Australie
- Buckskin de Dylan McDonald  Australie
- The Crossing de Julian Harvey  Australie
- Love City Jalalabad de George Gittoes  Australie  Afghanistan
- Miss Nikki and the Tiger Girls de Juliet Lamont  Australie
- Nothing on Earth de Michael Angus  Australie  Groenland
- Red Obsession de David Roach et Warwick Ross  Australie
- The Sunnyboy de Kaye Harrison  Australie
- The Unlikely Pilgrims de Kirsten Mallyon et John Cherry  Australie  Espagne

#### Australian Short Films
- All God's Creatures de Brendon McDonall  Australie
- Butterflies de Isabel Peppard  Australie
- A Cautionary Tail de Simon Rippingale  Australie
- Heaven de Maziar Lahooti  Australie
- I Have Your Heart de Jim Batt  Australie
- The Last Time I Saw Richard de Nicholas Verso  Australie
- Ngurrumbang de Alex Ryan  Australie
- Perception de Miranda Nation  Australie
- Ravage de Jaime Lewis  Australie
- Record de David Lyons  Australie

### Hors compétition

#### Special Presentations at the State
- Before Midnight de Richard Linklater  États-Unis
- Blancanieves de Pablo Berger  Espagne  France
- Frances Ha de Noah Baumbach  États-Unis
- Gloria de Sebastián Lelio  Chili  Espagne
- The Look of Love de Michael Winterbottom  Royaume-Uni  États-Unis
- Lovelace de Rob Epstein et Jeffrey Friedman  États-Unis
- L'Écume des jours de Michel Gondry  Belgique  France
- Le Passé de Asghar Farhadi  France
- Prince Avalanche de David Gordon Green  États-Unis
- Stoker de Park Chan-wook  États-Unis  Royaume-Uni
- Cet été-là de Nat Faxon et Jim Rash  États-Unis

#### Features
- L'Attentat de Ziad Doueiri  Liban  Qatar  Égypte  France  Belgique
- Ma vie avec Liberace (Behind the Candelabra) de Steven Soderbergh  États-Unis
- Betrayal (Измена) de Kirill Serebrennikov  Russie
- Au-delà des collines (După dealuri) de Cristian Mungiu  Roumanie  France  Belgique
- The Bling Ring de Sofia Coppola  États-Unis
- Défendu (Breathe In) de Drake Doremus  États-Unis
- Camille Claudel 1915 de Bruno Dumont  France
- Closed Curtain (پرده, Pardé) de Jafar Panahi et Kambuzia Partovi  Iran
- Computer Chess de Andrew Bujalski  États-Unis
- Comrade Kim Goes Flying de Kim Gwang-hun, Nicholas Bonner et Anja Daelemans  Belgique  Royaume-Uni  Corée du Nord
- The East de Zal Batmanglij  États-Unis  Royaume-Uni
- Eat Sleep Die (Äta sova dö) de Gabriela Pichler  Suède
- An Episode in the Life of an Iron Picker (Epizoda u zivotu beraca zeljeza) de Danis Tanović  Bosnie-Herzégovine  France  Italie  Slovénie
- Everyday de Michael Winterbottom  Royaume-Uni
- Ginger and Rosa de Sally Potter  Royaume-Uni
- Hijacking (Kapringen) de Tobias Lindholm  Danemark
- The Iceman de Ariel Vromen  États-Unis
- In Bloom (Grzeli nateli dgeebi) de Nana Ekvtimishvili et Simon Groß  Géorgie  Allemagne  France
- It's About to Rain (Sta per piovere) de Haider Rashid  Italie  Irak  Émirats arabes unis  Koweït
- It's All So Quiet (Boven is het stil) de Nanouk Leopold  Pays-Bas  Allemagne
- Quelques heures de printemps de Stéphane Brizé  France
- The Land of Hope (希望の国) de Sion Sono  Japon  Taïwan  Royaume-Uni  Allemagne
- Lasting (Nieulotne) de Jacek Borcuch  Pologne  Espagne
- Layla Fourie de Pia Marais  Allemagne  Afrique du Sud  France  Pays-Bas
- Longing for the Rain (Chunmeng) de Yang Lina  Hong Kong  Chine
- Midnight's Children de Deepa Mehta  Canada
- Nerve (en) de Sebastien Guy  Australie
- Outrage: Beyond (アウトレイジ ビヨンド) de Takeshi Kitano  Japon
- The Patience Stone (سنگ صبور) de Atiq Rahimi  Afghanistan  France  Belgique
- Pieta (피에타) de Kim Ki-duk  Corée du Sud
- Ship of Theseus de Anand Gandhi  Inde
- Shopping de Mark Albiston et Louis Sutherland  Nouvelle-Zélande
- Suneung (명왕성) de Shin Su-won  Corée du Sud
- Television de Mostofa Sarwar Farooki  Bangladesh
- La Tendresse de Marion Hänsel  Belgique  France  Allemagne
- Thanks for Sharing de Stuart Blumberg  États-Unis
- Touch of the Light (Ni guang fei xiang) de Chang Jung-Chi  Taïwan  Hong Kong  Chine
- Upstream Color de Shane Carruth  États-Unis
- Vic+Flo ont vu un ours de Denis Côté  Canada
- What Maisie Knew de Scott McGehee et David Siegel  États-Unis
- What Richard Did de Lenny Abrahamson  Irlande
- White Elephant (Elefante blanco) de Pablo Trapero  Argentine  Espagne  France

#### International Documentaries
- Algorithms de Ian McDonald  Inde
- Couleur de peau : miel de Laurent Boileau  France  Belgique  Corée du Sud  Suisse
- Blackfish de Gabriela Cowperthwaite  Canada
- Char... The No-Man's Island (...Moddhikhane Char) de Sourav Sarangi  Inde  Japon,  Italie,  Danemark,  Norvège
- The Crash Reel de Lucy Walker  États-Unis
- Cutie and the Boxer de Zachary Heinzerling  États-Unis
- Dancing in Jaffa de Hilla Medalia  États-Unis
- Dirty Wars de Richard Rowley  États-Unis
- Downloaded de Alex Winter  États-Unis
- Dragon Girls (Drachenmädchen) de Inigo Westmeier  Allemagne  Chine
- Exposed de Beth B  États-Unis
- Fuck For Forest de Michal Marczak  Pologne  Allemagne
- Fallen City de Zhao Qi  Chine
- Assistance mortelle de Raoul Peck  Haïti  France  États-Unis
- The Human Scale de Andreas MølDalsgaard  Danemark
- I am Divine de Jeffrey Schwarz  États-Unis
- The Machine Which Makes Everything Disappear (Manqana, romelic kvelafers gaaqrobs) de Tinatin Gurchiani  Géorgie  Allemagne
- La Maison de la radio de Nicolas Philibert  France  Japon
- The Moo Man de Andy Heathcote et Heike Bachelier  Royaume-Uni  Allemagne
- Narco Cultura de Shaul Schwarz  Mexique  États-Unis
- The Pervert's Guide to Ideology de Sophie Fiennes  Irlande  Royaume-Uni
- Pussy Riot: A Punk Prayer (Pokazatelnyy protsess: Istoriya Pussy Riot) de Mike Lerner et Maxim Pozdorovkin  Russie
- A River Changes Course de Kalyanee Mam  Cambodge  États-Unis
- Scatter My Ashes at Bergdorf's de Matthew Miele  États-Unis
- The Search for Emak Bakia (Emak Bakia baita) de Oskar Alegría  Espagne
- The Spirit of '45 de Ken Loach  Royaume-Uni
- The Summit de Nick Ryan  Suisse  Irlande  Royaume-Uni
- We Steal Secrets: The Story of WikiLeaks de Alex Gibney  États-Unis
- Which Way Is the Front Line from Here? The Life and Time of Tim Hetherington de Sebastian Junger  États-Unis
- William and the Windmill de Ben Nabors  Malawi  Afrique du Sud  États-Unis
- William Yang: My Generation de Martin Fox  Australie

#### Focus onAustria
- Michael H. Profession: Director (Michael Haneke – Porträt eines Film-Handwerkers) de Yves Montmayeur  Autriche  France
- Museum Hours de Jem Cohen (en)  Autriche  États-Unis
- Paradise: Love (Paradies: Liebe) de Ulrich Seidl  Autriche  Allemagne  France
- Paradise: Faith (Paradies: Glaube) de Ulrich Seidl  Autriche  Allemagne  France
- Paradise: Hope (Paradies: Hoffnung) de Ulrich Seidl  Autriche  Allemagne  France
- Soldate Jeannette de Daniel Hoesl  Autriche  Allemagne  France

#### The Box Set
- Burning Bush (Horící ker) de Agnieszka Holland  République tchèque
- Shokuzai de Kiyoshi Kurosawa  Japon

#### Freak Me Out
- Cheap Thrills de E.L. Katz  États-Unis
- Frankenstein's Army de Richard Raaphorst  Pays-Bas  États-Unis
- The Rambler de Calvin Lee Reeder  États-Unis
- We Are What We Are de Jim Mickle  États-Unis
- You're Next de Adam Wingard  États-Unis

#### Screen: Black
- Big Name No Blanket de Steven McGregor  Australie
- Buckskin de Dylan McDonald  Australie
- The Chuck In de Jon Bell  Australie
- Mystery Road de Ivan Sen  Australie

## Palmarès
- Sydney Film Prize : Only God Forgives de Nicolas Winding Refn  Danemark  France
- Australian Documentary Prize : Buckskin de Dylan McDonald  Australie
- Australian Best Live Action Short Film Award : Perception de Miranda Nation  Australie
- Rouben Mamoulian Award du meilleur réalisateur de court métrage : David Lyons pour Record  Australie
- Yoram Gross Animation Award : Record de David Lyons  Australie
- Audience Award for Best Narrative Feature : The Rocket de Kim Mordaunt  Australie